# Mikołajewice (przystanek kolejowy)
Mikołajewice – dawny przystanek kolejowy (Gnieźnieńska Kolej Wąskotorowa) w Mikołajewicach, w województwie wielkopolskim, w Polsce. Zlikwidowany w 1984.